# Phryxus
Phryxus is een geslacht van vlinders uit de onderfamilie Macroglossinae van de familie pijlstaarten (Sphingidae).

## Soorten
- Phryxus caicus (Cramer, 1777)